# El último guateque II
El último guateque II, secuela de El último guateque, es un largometraje español de 1988.

## Reparto
- Cristina Galbó
- Miguel Ayones
- Miguel Arribas
- Carmen Bullejos
- Conrado San Martín
- María Mateo
- Juan Meseguer
- Ana María Gallardo
- Ricardo Merino
- Paul Naschy
- José María Escuer